# ご

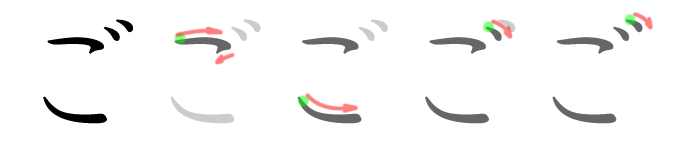
「ご」の筆順

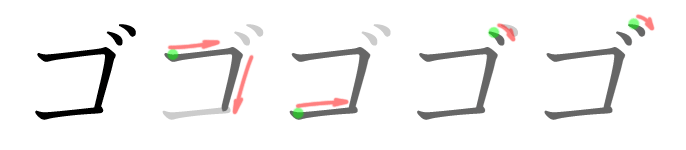
「ゴ」の筆順

ご、ゴは、仮名のひとつであり、こ、コに濁点をつけた文字である。日本語の音節のひとつとして用いられ、1モーラを形成する。

## 日本語での発音
- 舌の後部を口蓋の奥の部分（軟口蓋）に押しあて一旦閉鎖した上で破裂させることで発する。有声。
- 発音： ご[ヘルプ/ファイル]

## ご に関わる諸事項
- ゴは、書体名において、ゴシック体やそれに似た書体であることを表す（ゴナ、新ゴなど）。
- 「ご」は、「お」と同様に、日本語の丁寧表現として使われる接頭辞。ご飯、ご利用などや、ご覧になる、といった表現など。